# Batajurt
Batajurt (ros. Батаюрт) – wieś w Rosji, w Dagestanie, w rejonie chasawiurckim. W 2021 liczyła 6484 mieszkańców, głównie Kumyków.